# Хуан Карлос Арамбуру
Хуа́н Ка́рлос Арамбу́ру (ісп. Juan Carlos Aramburu; 11 лютого 1912, Редуксьйон, Аргентина — 18 листопада 2004, Буенос-Айрес, Аргентина) — аргентинський кардинал. Титулярний єпископ Платеї і допоміжний єпископ Тукумана з 7 жовтня 1946 по 28 серпня 1953. Єпископ Тукумана з 28 серпня 1953 по 13 березня 1957. Архієпископ Тукумана з 13 березня 1957 по 14 червня 1967. Титулярний архієпископ Торрі ді Бізанчена і коад'ютор, з правом успадкування з 21 квітня 1975 по 30 жовтня 1990. Архієпископ Буенос-Айреса і примас Аргентини з 22 квітня 1975 по 10 липня 1990. Кардинал-священик з титулом церкви Сан-Джованні-Баттіста-деі-Фіорентіні.
Брав участь у роботі Другого Ватиканського собору.
Помер 18 листопада 2004 року. Похований у Кафедральному соборі Буенос-Айреса.